# Adolfo Bartoli
Adolfo Bartoli (Firenze, 1851. március 19. – Pavia, 1896. július 8.) olasz fizikus. Legismertebb munkája a sugárzás nyomásának (más néven: sugárnyomás) elmélete a termodinamika elméletéből levezetve.
Bartoli Firenzében született és a pisai egyetemen tanult fizikát és matematikát. Tanulmányait követően több egyetemen is tanított professzori státuszban (Arezzo, 1876; Sassari, 1878; Firenze, 1879; Catania, 1893, Pavia, 1893).
1874-ben James Clerk Maxwell levezette az elektromágneses elméletéből a sugárnyomást az éterben.
Bebizonyította, hogy egy test kisugárzott hőmérséklete növelhető azáltal, hogy egy mozgó tükör által a tükrözzük a fényét, és így lehetővé válik energia átadása hidegebb testből melegebb testhez. Ahhoz hogy elkerüljük a termodinamika második törvényének megsértését, ez csak úgy lehetséges, hogy a fény nyomást ad át a tükörnek. Ezért a sugárnyomást Maxwell–Bartoli tételnek is hívják.
Későbbiekben a sugárnyomás fontos szerepet játszott Albert Einstein munkáiban, a tömeg-energia egyenlettel kapcsolatban és fotoelektromos hatásnál. Einstein Paviában élt 1895-ben, amikor Bartoli vezette a fizika tanszéket a helyi egyetemen. Az nem tudható, hogy Einsteinre befolyással volt Bartoli.
Bartoli 1896-ban halt meg Paviában.